# Toczyłowo (rejon wileński)
Toczyłowo (lit. Tačilavas) – kolonia na Litwie, w okręgu wileńskim, w rejonie wileńskim, w gminie Mejszagoła, nad jeziorem Toczyłowskim.

## Historia
W dwudziestoleciu międzywojennym folwark leżący w Polsce, w województwie wileńskim, w powiecie wileńsko-trockim, w gminie Mejszagoła. W 1931 miejscowość liczyła 10 mieszkańców, zamieszkałych w 2 budynkach.
Po II wojnie światowej w granicach Związku Sowieckiego. Od 1991 na niepodległej Litwie.